# Fliegerkaserne Aspern
Die Fliegerkaserne Aspern befand sich im 22. Wiener Gemeindebezirk am Ende der Pilotengasse bei der Einmündung in die Böckingstraße. 
Die noch nicht völlig fertiggestellte Fliegerkaserne Aspern bestand aus dem Stabs- und einem Wirtschaftsgebäude und zwei Mannschaftsunterkünften sowie einem kleinen Wachgebäude. Sie wurde im Dezember 1937 von der Hafenkompanie 1, der Fliegerfunkkompanie und der Stabskompanie des Fliegerregiments 1 des Bundesheeres bezogen.
Zusätzliche Gebäude waren noch in Planung, als 1938 die deutsche Wehrmacht die Anlage übernahm. Trotz schwerer Beschädigungen durch den Krieg konnte die Rote Armee den Gebäudekomplex noch zumindest teilweise nutzen. 
Nach dem Abschluss des Staatsvertrags stand eines der Gebäude noch etwa 20 Jahre in privater Verwendung, der Rest der Bauten verfiel aber immer mehr.